# Peștera Vrtoglavica
Peștera Vrtoglavica sau Vrtiglavica este o peșteră situată în interiorul muntelui Kanin în partea slovenă a Alpilor Iulieni, în apropiere de granița dintre Slovenia și Italia.
Cu o adâncime de 603 metri, peștera deține recordul pentru cel mai adânc aven din lume.